# Girl from the North Country
Girl from the North Country (с англ. — «Девушка из северной страны») — песня Боба Дилана. Она была записана на студии Columbia Recording Studios в Нью-Йорке в апреле 1963 года и была выпущена в следующем месяце вторым треком на втором студийном альбоме Дилана — The Freewheelin' Bob Dylan. Песня была перезаписана совместным дуэтом с Джонни Кэшем в феврале 1969 года. Эта запись была выпущена титульной песней на девятом альбоме Дилана — Nashville Skyline.
Концертное выступление песни в исполнении Дилана доступно на его альбомах Real Live (1984), The 30th Anniversary Concert Celebration (1993; recorded 1992), The Bootleg Series Vol. 13: Trouble No More 1979—1981 (Deluxe Edition) (2017; recorded 1981), а также and Live 1962—1966: Rare Performances From The Copyright Collections (2018; recorded 1964). Выступление для канадского телевидения, записанное в феврале 1964 года, было включено в документальный фильм Мартина Скорсезе — No Direction Home 2005 года.

## Процесс написания песни
Песня была написана после первой поездки Дилана в Англию в декабре 1962 года, после того как он считал свой второй альбом завершённым. Песня является данью уважения к бывшей подруге, Эхо Хелстром, которую Дилан знал до отъезда в Нью-Йорк. Дилан уехал из Англии в Италию в поисках своей тогдашней подруги, Сьюз Ротоло, чьё продолжение учёбы вызвало серьёзную трещину в их отношениях. Без ведома Дилана, Ротоло уже вернулась в Соединённые Штаты, примерно в то же время, когда Дилан прибыл в Италию. Именно здесь он завершил песню, якобы вдохновлённый явной целью его отношений с Ротоло. После своего возвращения в Нью-Йорке в середине января он убедил Ротоло вернуться вместе в свою квартиру на 4-й улице. Сьюз Ротоло является женщиной, которая изображена на обложке альбома, идущей рука об руку с Диланом по Джонс-стрит, недалеко от своей квартиры.
Находясь в Лондоне, Дилан познакомился с несколькими местными фолк-исполнителями, включая английского исполнителя народных песен Мартина Карти: «Я встретился с некоторыми людьми в Англии, кто действительно знал эти [английские народные] песни», вспоминал Дилан в 1984 году.
«Мартин Карти, другой парень по имени [Боб] Дэйвенпорт. Мартин Карти великолепен. Я научился множеству вещей от Мартина».
Также песня является отсылкой к английской народной песне Scarborough Fair, сходство есть в последних строках первого куплета.
«Remember me to one who lives there. For once she was a true love of mine»
В музыкальном плане песня очень напоминает композицию Дилана «Boots of Spanish Leather», написанную и записанную им годом позже для альбома The Times They Are a-Changin'.